# Dicliptera clavata
Dicliptera clavata är en akantusväxtart som beskrevs av Antoine Laurent de Jussieu. Dicliptera clavata ingår i släktet Dicliptera och familjen akantusväxter. Inga underarter finns listade i Catalogue of Life.